# 硫氰酸鐵
硫氰酸铁，分子式一般用Fe(SCN)3 表示，又稱硫氰化铁。硫氰酸铁是血红色配合物，可溶于水。

## 生成
硫氰酸铁可以在酸化的高氯酸铁和硫氰酸钠的反应过程中以[Fe(H2O)3(SCN)3]的形式存在于水溶液中。Fe2+被(SCN)2或(SCN)3−氧化也能得到三价铁的物种。

## 结构
硫氰酸铁的形成遵循了“d2sp3杂化”，铁元素的核外电子排布式为：1s22s22p63s23p63d64s2。因为3d能级有5个轨道，所以铁失去三个电子，形成的三价铁离子形成了半充满的d轨道，从而比失去2个电子形成的二价铁离子要稳定（见洪德规则）经过重整，有2个3d轨道，1个4s轨道和3个4p轨道进行杂化，就形成了“d2sp3杂化轨道”（内轨型轨道）。从而可以知道其电子云伸展方向是正八面体，其配合物离子表示为:[Fe(SCN)6]3-。